# Pil s Kristusom, Bratonci
Pil s Kristosom v Bratoncih je znamenje ob cesti Bratonci – Dokležovje v občini Beltinci. 

## Opis
Označen je z letnico 1724. To naj bi bila podoba »hrvaškega« Kristusa, ki je ogrnjen s plaščem, z desnico si podpira s trnjem kronano glavo, v levici pa drži trs. Znamenju pravijo domačini Božja misel.
Kip je bil po izročilu postavljen v zahvalo Bogu, ker je dva Bratončarja (Zorko in Pivar) rešil gotove smrti, ko ju je na poti iz Gradca domov neki gostilničar nameraval usmrtiti. Druga razlaga pa je, da je to tipično kužno znamenje, postavljeno v zahvalo, ker so se domačini rešili kužne bolezni.